# Gezonken cultuurgoed
Een gezonken cultuurgoed of dalend cultuurgoed is in de sociologie een standskenmerk of statussymbool dat ooit gereserveerd was aan een kleine dominante groep in de maatschappij zoals de adel of de bourgeoisie en in de loop der jaren door steeds meer mensen, ook van lagere stand, wordt gebruikt.
Bekende voorbeelden hiervan zijn de Friese adelaar in de heraldiek en het gebruik van zilveren bestek. Het omgekeerde verschijnsel is stijgend cultuurgoed.

## Dalend cultuurgoed en stijgend cultuurgoed
Dalend cultuurgoed is dus een culturele uiting (voorwerpen, kunst, ideeën o.i.d.) van een elitaire groep, die door de middenklasse, een lagere stand of door de massa wordt overgenomen, of van een oudere generatie die door jongeren of kinderen wordt overgenomen.
Stijgend cultuurgoed is het omgekeerde verschijnsel: een gedrag, gebruik of voorwerp van de gewone man, de armen of de lagere sociale klasse wordt overgenomen door hogere sociale klassen, hoogopgeleiden, of de elite.
Voorbeelden van dalend cultuurgoed:
- Beeldjes van porseleinen herderinnetjes. Porselein was in de achttiende eeuw kostbaar en alleen de adel en rijke bovenklasse (bijv. rijke kooplieden) konden porseleinen gebruiks- en siervoorwerpen bekostigen. De porseleinen herderinnetjes waren in de twintigste eeuw voornamelijk nog populair bij de arbeidersklasse en woonwagenbewoners.
- Het oorijzer. Aan het einde van de zestiende eeuw was het oorijzer (een metalen sieraad waarmee een muts werd vastgeklemd) in de mode. In de loop van de zeventiende eeuw raakte het bij de hogere standen weer uit de mode, maar bij dienstmeisjes is het dan nog steeds (bijv. op schilderijen) te vinden.
- Oude volksliedjes als kinderliedjes. Sommige volksliedjes, die in de achttiende of negentiende eeuw door het hele volk werden gezongen, bestonden in de loop van de twintigste eeuw enkel nog als kinderliedje. Bijvoorbeeld: 'Daar was laatst een meisje loos'; 'Een twee drie vier hoedje van papier'; 'Hop Marjanneke stroop in 't kanneke'; 'Dat gaat naar Den Bosch toe'; en 'Aan d' oever van een snelle vliet'.

Voorbeelden van stijgend cultuurgoed:
- De aardappel. De aardappel kwam in de zestiende eeuw naar Europa en gold in de zeventiende eeuw als varkensvoer of voedsel voor de allerarmsten op het platteland. Langzaam verspreidde de aardappel zich naar de stad en naar de hogere klassen. Pas na 1800 begon de aardappel, in alle lagen van de bevolking, het graan (brood, pap) te verdringen als basisvoedsel.
- Wonen in een hofje. Hofjes waren bestemd voor armen, ouderen of weduwes. In de loop van de twintigste eeuw kreeg het wonen in een hofje, in een historisch pand, vaak in de binnenstad, een bepaalde status.
- De muziek van André Hazes. Deze zanger van het levenslied was vanaf de jaren 80 van de twintigste eeuw populair onder het gewone volk. Na een documentaire over zijn leven en na zijn overlijden, werd hij salonfähig onder hoogopgeleiden.
- Tatoeages. Een tatoeage was in de achttiende en negentiende eeuw met name populair onder zeelieden. Vanaf de jaren 60/70 van de twintigste eeuw begon de tatoeage zich onder de bevolking te verspreiden, met name bij sporters/voetballers, popsterren, acteurs en jongeren.